# Violen från Flen
Violen från Flen är en svensk visa av Ulf Peder Olrog om en ung dam som arbetar i en bokhandel i Flen i Södermanland. Sången publicerades första gången 1945 i det första häftet med "Rosenbloms visor" som hette Samling vid pumpen och 9 andra av Rosenbloms visor.
Inspiration till texten fick Olrog under en tågresa i juni 1942 när han var inkallad och på väg från Uppsala till Strängnäs. På tåget träffade han den då 21-åriga Carin Österholm (senare Schennings, 1921–2014) som var på väg hem till Flen. Han undrade varför denna unga, söta flicka läste Bonniers Litterära Magasin. Hon berättade då att hon arbetade i Vallins bokhandel i Flen. Senare på Stockholms centralstation delade de en sockerdricka. Detta möte gav upphov till visan.
 

I ingressen till visan skriver Olrog: 
| ” | Den svenska litteraturen hade alltid legat Rosenblom varmt om hjärtat. När han en gång på en järnvägsresa kom att sitta mitt emot en förtjusande ung dam, som var djupt försjunken i Bonniers Litterära Magasin, inledde han därför genast en hövisk konversation med den sköna och förde snart samtalet in på litterära spörsmål. Hon visade sig vara expedit i en bokhandel i Flen och gav honom inspiration till en sång, som väckt stor avund i Katrineholm. | „ |

Musiken är en slowfox och närbesläktad med andra av Olrogs visor som Resan till Chytene och U-båt till salu, som har snarlik harmonik, typisk för amerikanska foxtroter från 1940-talet.
Olrog skrev ofta parodier på tidens populärmusik, men gjorde det så bra att hans egna visor blev schlagrar. Texten ironiserar över småstadens icke alltför välförsedda boklådor – "Där finns till salu smått och gott, mest papper och kuvert, men ändå annonserar man så här:" – men är också en romantisk hyllning till litteraturen – "Köp en Hjalmar Gullberg eller Vilhelm Moberg, men köp den av Violen från Flen".
Visan har sjungits in på skiva av Bo Sundblad (1949), Jeja Sundström (1973), Sven-Bertil Taube (1973), Björn Skifs (2006) och många andra.